# Centraalstadion (Kazan)
Het Centraalstadion (Russisch: Центральный стадион) is een voetbalstadion in de Russische stad Kazan.
In het stadion speelde Roebin Kazan haar thuiswedstrijden. Het stadion biedt plaats aan 25.400 toeschouwers. In 2013 verhuisde de club naar het nieuwe onderkomen, de Kazan Arena.

## Interlands
Het Russisch voetbalelftal speelde één interland in het stadion. Het Wit-Russisch voetbalelftal speelde in 2021 drie interlands in het Centraalstadion, omdat het vanwege de instabiele politieke situatie niet in eigen land mocht spelen.
| 1 | 6 september 2013 | Rusland – Luxemburg    | 4 – 1 | WK 2014 kwalificatie | 18.525 |
| 2 | 5 september 2021 | Wit-Rusland – Wales    | 2 – 3 | WK 2022 kwalificatie | 0      |
| 3 | 8 september 2021 | Wit-Rusland – België   | 0 – 1 | WK 2022 kwalificatie | 0      |
| 4 | 11 oktober 2021  | Wit-Rusland – Tsjechië | 0 – 2 | WK 2022 kwalificatie | 0      |

Achmat Arena (Achmat Grozny) ·
Ak Bars Arena (Roebin Kazan) ·
Centraalstadion (FK Oeral) ·
Gazovikstadion (Gazovik Orenburg) ·
Krasnodarstadion FK Krasnodar ·
Krestovskistadion (FK Zenit Sint-Petersburg) ·
Olympisch Stadion Fisjt (PFK Sotsji) ·
Otkrytieje Arena (Spartak Moskou) ·
Rostov Arena (FK Rostov) ·
RZD Arena (Lokomotiv Moskou) ·
Solidarnost Arena (Krylja Sovetov Samara) ·
Stadion Kaliningrad (Baltika Kaliningrad) ·
Stadion Nizjni Novgorod (Volga Nizjni Novgorod) ·
Tsentralny Profsojoezstadion (Fakel Voronezj) ·
VEB Arena (CSKA Moskou) ·
VTB Arena Dinamo Moskou) ·
Arena Chimki (FK Chimki) ·
Arsenalstadion (FK Arsenal Toela) ·
Centraalstadion (FK Volgar Astrachan) ·
Centraalstadion (Jenisej Krasnojarsk) ·
Dinamostadion  (Dinamo Machatsjkala) ·
Edoeard Streltsovstadion (Torpedo Moskou) ·
Geologstadion (FK Tjoemen) ·
KAMAZstadion (KAMAZ Naberezjnye Tsjelny) ·
Koebanstadion (FK Koeban Krasnodar) ·
Kristallstadion  (FC Akron Tolyatti) ·
Leninstadion (SKA-Chabarovsk) ·
Lokomotivstadion (PFK Sokol Saratov) ·
Neftechimikstadion (FK Neftechimik Nizjnekamsk) ·
Petrovski (FC Leningradets Leningrad Oblast) ·
Sjinnikstadion (Sjinnik Jaroslavl) ·
Spartakovets (FC Rodina Moskou) · 
Spartakstadion (Alania Vladikavkaz) ·
Troedstadion (Tsjernomorets Novorossiejsk)
Centraalstadion (Roebin Kazan)